# Rada na rzecz Republiki
Rada na rzecz Republiki (kat. Consell per la República) – organizacja zarządzana przez Carlesa Puigdemonta działająca na rzecz katalońskiej niepodległości oraz obrony praw obywatelskich i politycznych. Organizacja jest nazywana nieoficjalnym katalońskim rządem na uchodźstwie.

## Historia
Rada została założona w 2018 roku w Barcelonie przez katalońskich polityków będących zwolennikami niepodległości Katalonii po nieudanej próbie secesji Katalonii od Hiszpanii na skutek referendum niepodległościowego. W zakładaniu organizacji oprócz Puigdemonta brali udział m.in. Quim Torra, Pere Aragonès i Antoni Comín. Siedziba organizacji znajduje się w Brukseli.